# 賽門·李維
賽門·艾倫·李維（英語：Simon Alan Reeve，1972年7月21日—），英國作家、記者、冒險家、紀錄片製片人和電視節目主持人。他以製作旅行紀錄片著稱，並撰寫有關國際恐怖主義、現代歷史和其個人冒險經歷的書籍。

## 外部連結
- Simon Reeve – 官方網站
- 賽門·李維的X（前Twitter）
- Simon Reeve （页面存档备份，存于） Shoot and Scribble上的傳記